# Charles Philippe Robin
Charles Philippe Robin (Jasseron, Ain, 4 de juny de 1821 - París, 6 d'octubre de 1885), va ser un metge, botànic, algòleg, micòleg, fisiòleg animal i vegetal, i polític francès.

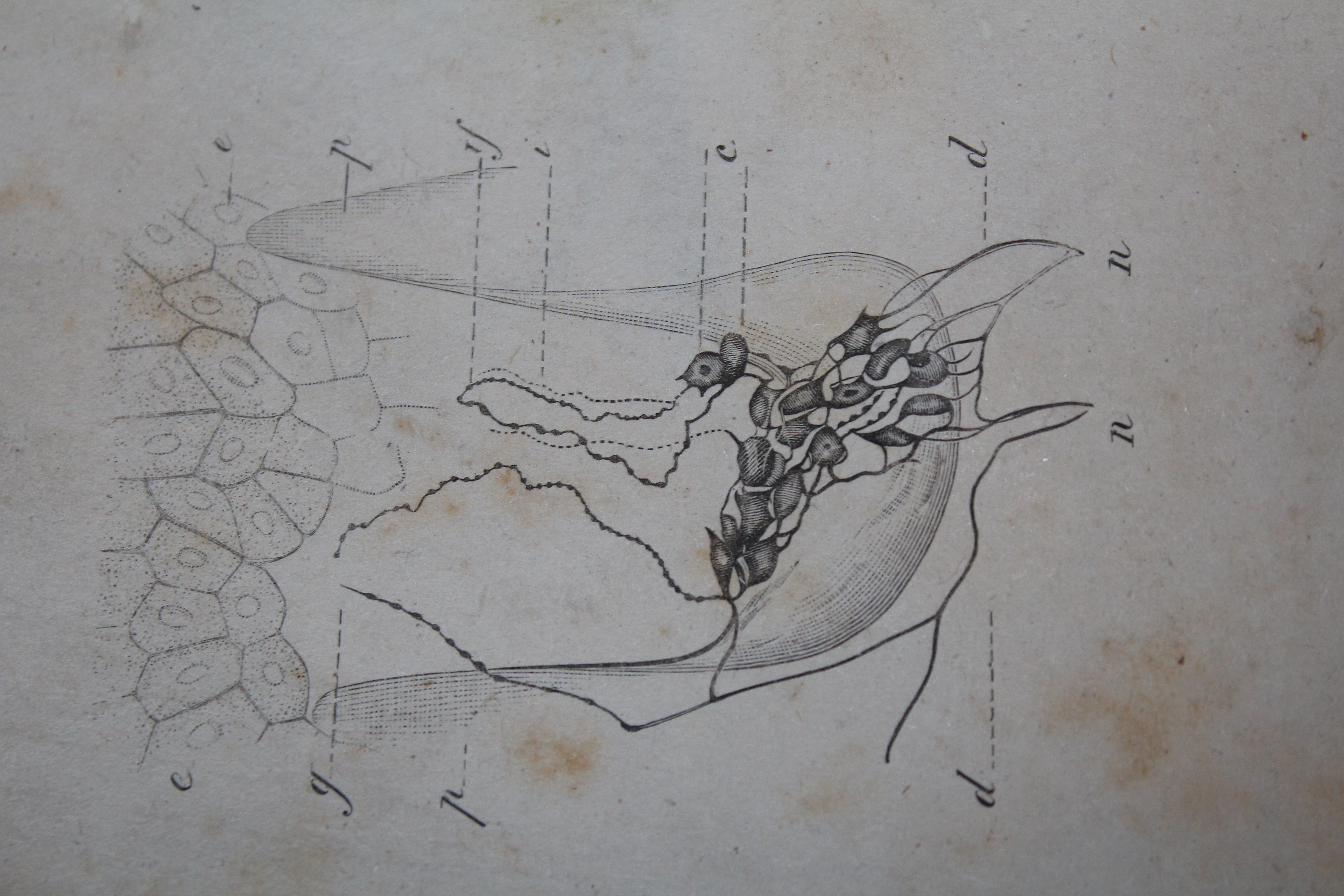
Croquis original de Charles Robin

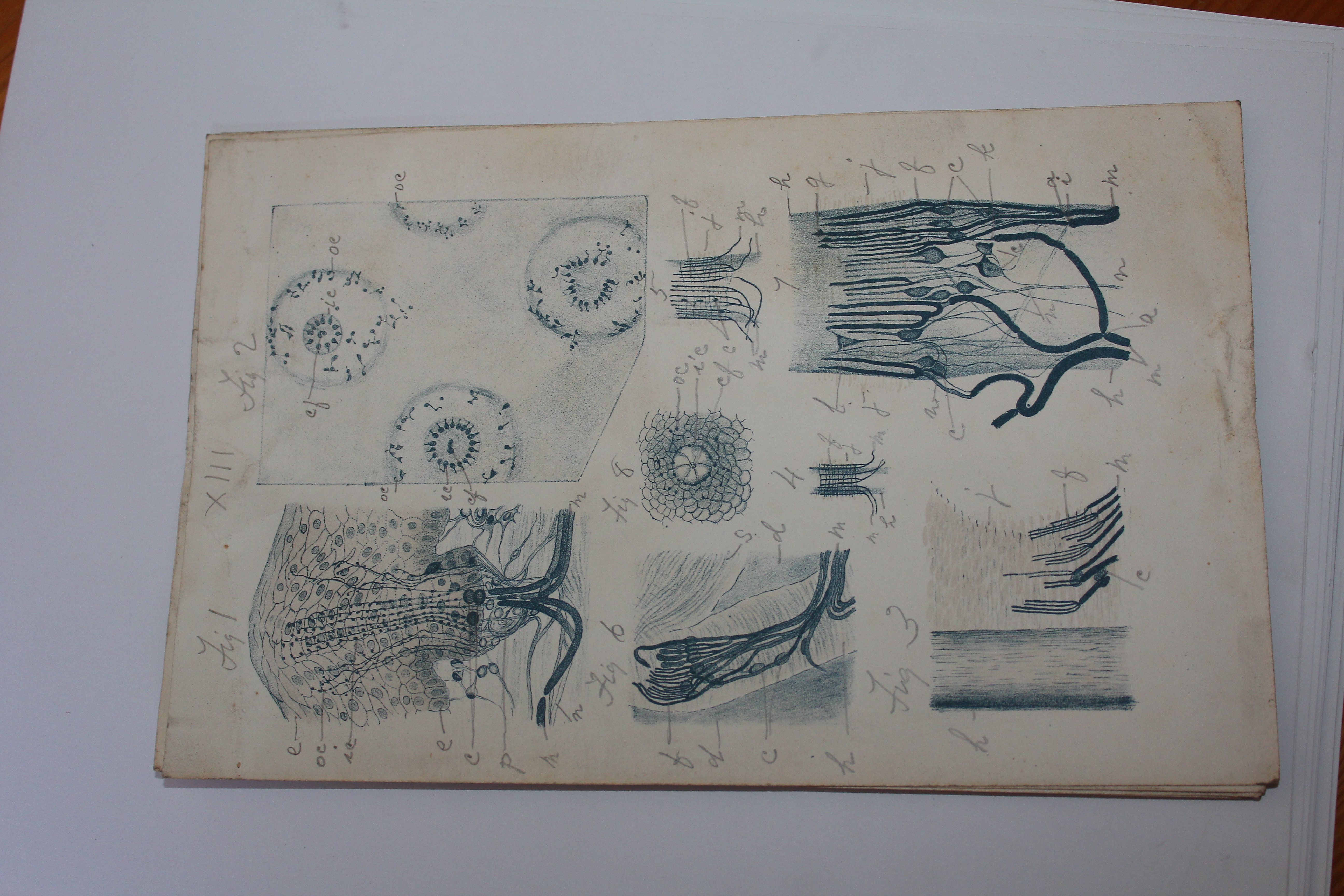
Croquis original de Charles Robin

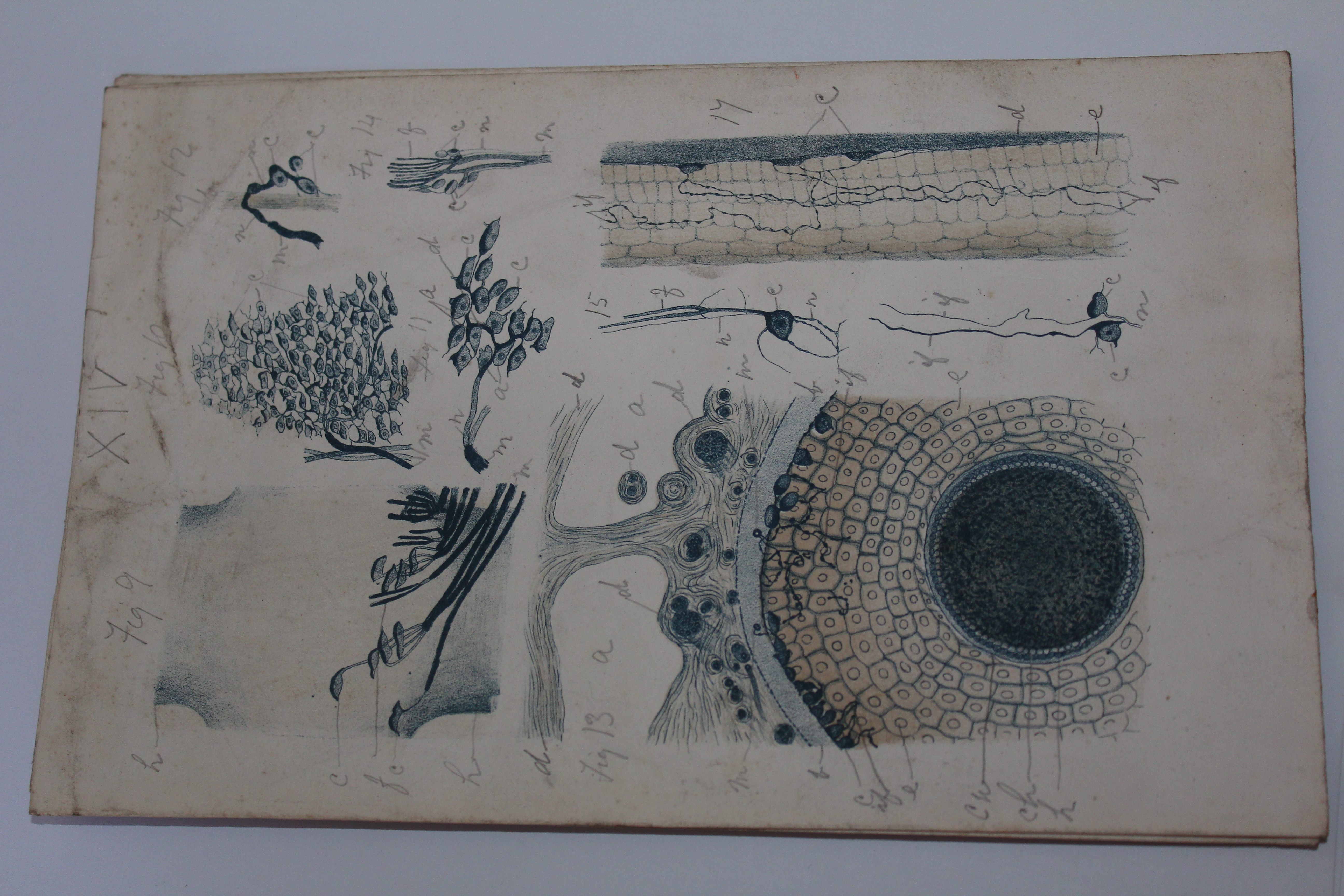
Croquis original de Charles Robin

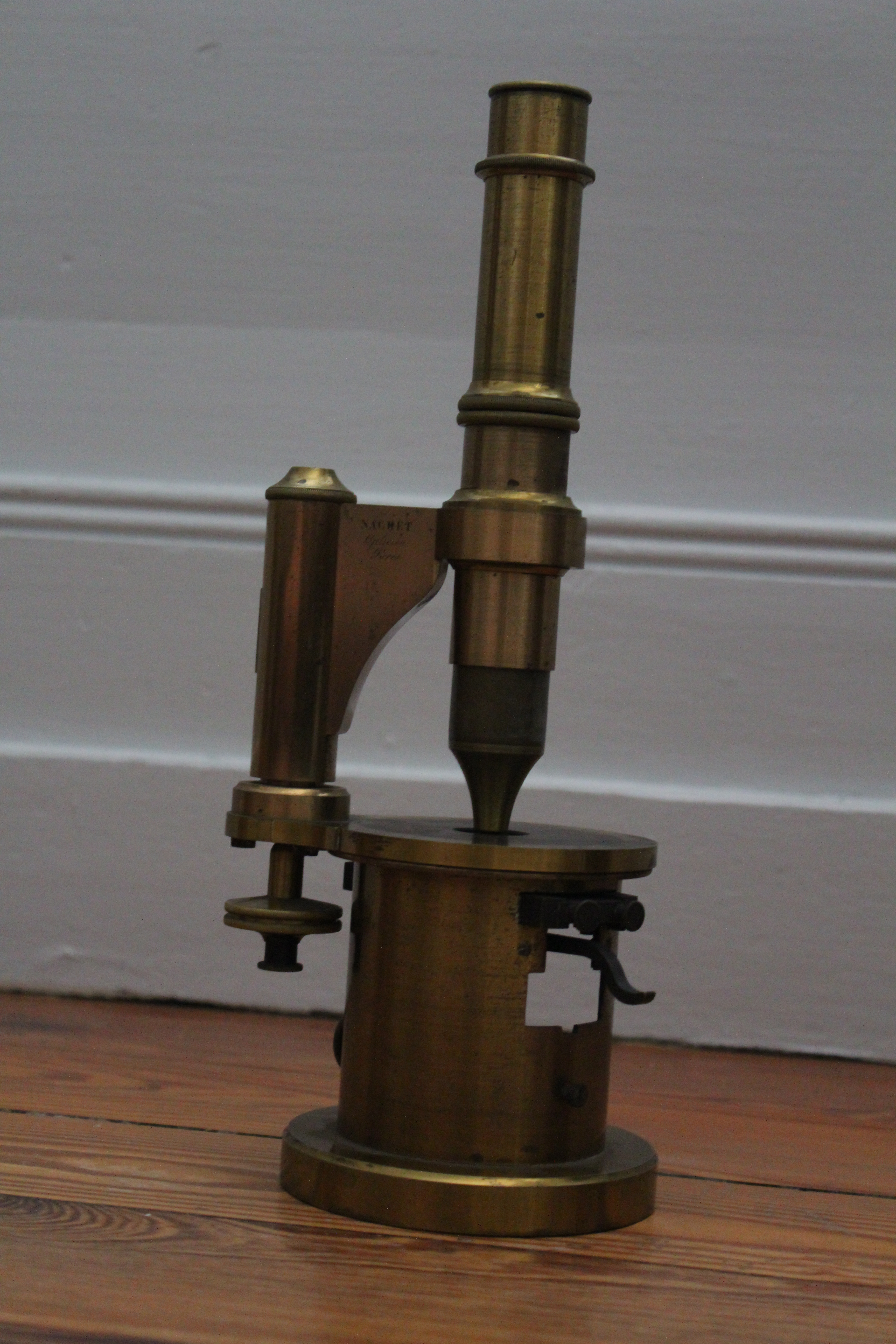
Microscopi de Charles Robin

## Biografia
De família burgesa, fou influenciat profundament per la seva mare, Adelaïde Tardy, la família de la qual tenia molts metges. Quan encara era un nen, va perdre un ull jugant amb els seus companys de classe, i va haver d'usar una pròtesi de vidre al llarg de la seva vida. La seva visió monocular probablement va tenir un paper en la seva predilecció pel treball amb microscopi.
En 1838, va entrar a la Facultat de Medicina de París, on va ser molt atret per l'anatomia i la recerca biomèdica més que de la medicina clínica. Va obtenir el seu doctorat en medicina el 31d'agost de 1846 amb una tesi sobre l'anatomia de la regió nasal. En 1847, va rebre l'agregació en història natural amb la seva tesi titulada Les Fermentations. I el mateix any, és doctor en ciències naturals.
Inicia, amb Antoine François Passy (1792-1873), la fundació de la Société Botanique de France.
Durant la guerra francoprussiana de 1870-1871, dirigeix a províncies els serveis mèdics de les forces armades; i va fundar amb Émile Littré la Societat de Sociologia en 1871. En 1873 fou nomenat director del Laboratori de zoologia marina de Concarneau a Bretanya. Després de la seva mort, va ser reemplaçat com a professor d'histologia de la Facultat de Medicina per l'anatomista Mathias-Marie Duval. Fou metge de nombrosos escriptors, entre ells Flaubert, Mérimée, Michelet i els germans Goncourt.
Va ser elegit senador en 1876, votant constantment amb els republicans. Mai es va casar, va viure una vida basada en el treball. Autor prolífic amb més de 300 articles publicats. Va ser el primer a descriure Odium albicans (Candida albicans, fong diploide) i va contribuir a l'avanç dels coneixements en histologia normal i patològica, en particular mitjançant la introducció de l'ús del microscopi.

## Honors
- Membre de la Société Botanique de France
- Membre de l'Académie nationale de médecine, en 1858
- Professor d'histologia en 1862
- Membre de l'Acadèmia de les Ciències francesa, en 1866

### Epònim
Histologia
- Espais de Virchow-Robin, amb el patòleg Rudolf Virchow; són espais limfàtics en el sistema nerviós central

Espècies
- (Cactaceae) Cephalocereus robinii (Lem.) Britton & Rose[1]
- (Cactaceae) Cereus robinii (Lem.) L.D.Benson[2]
- (Cactaceae) Pilosocereus robinii (Lem.) Byles & G.D.Rowley[3]

## Algunes publicacions
- Des fermentations, thèse pour l'agrégation (1847)
- Recherches sur un appareil qui se trouve sur les poissons du genre des Raies (1847)
- Mémoire sur l'existence d'un œuf ou ovule, chez les mâles comme chez les femelles des végétaux et des animaux, produisant, l'un les spermatozoïdes ou les grains de pollen, l'autre les cellules primitives de l'embryon (1848)
- Observations sur le développement de la substance et du tissu des os
- Mémoire sur l'existence de deux espèces nouvelles d'éléments anatomiques dans le canal médullaire des os
- Du microscope et des injections dans leur application à l'anatomie et à la pathologie (1849)
- Mémoire sur l'anatomie des tumeurs érectiles (1850)
- Tableaux d'anatomie (1851)
- Mémoire sur la distinction à l'aide du microscope, de la matière cérébrale, de l'albumine, etc. (1851)
- Traité de chimie anatomique et physiologique, normale et pathologique, en colaboración con F. Verdeil. 3 vols. 1852-1853. Reimpreso por BiblioBazaar, 2010. 596 pp. ISBN 1-148-79172-8
- Traité de chimie anatomique et physiologique, con F. Verdeil. 3 vols. 1852
- Histoire naturelle des végétaux parasites qui croissent sur l'homme et sur les animaux vivants (1853)
- Mémoire sur le tissu hétéroadénique (1855)
- Mémoire sur les objets qui peuvent être conservés en préparations microscopiques, des trois règnes de la nature (1856)
- Mémoire contenant la description anat.-pathol. des diverses espèces de cataractes capsulaires et lenticulaires (1859)
- Mémoire sur la rétraction, la cicatrisation et l'inflammation des vaisseaux ombilicaux, etc. (1860)
- Mémoire sur les modifications de la muqueuse utérine avant et après la grossesse. 1861
- Leçons sur les substances amorphes et les blastèmes. 1866
- Leçons sur les substances organisées et leurs altérations. 1866
- Leçons sur les humeurs. 1867
- Leçons sur les vaisseaux capillaires et l'inflammation. 1867
- Anatomie microscopique. 1868
- Traité du microscope. 1871
- Anatomie et physiologie cellulaires. 1873. Su obra más importante
- Dictionnaire de médecine, con Littré. 1855
- Nouveau Dictionnaire abrégé de médecine. 1886
- Journal de l'anatomie et de la physiologie normales et pathologiques de l'homme et des animaux. Volumen 30. 1894